# Ernst Apeltauer
Ernst Apeltauer (* 1946; † Mitte Januar 2023 in Flensburg; genaues Todesdatum unbekannt) war ein deutscher Germanist.

## Leben
Nach der Promotion in Münster 1978 lehrte er als Professor Deutsch als Fremdsprache ab 1987 in Flensburg.
Seine Forschungsgebiete waren zweisprachige Entwicklung bei Vor- und Grundschulkindern, interkulturelle Kommunikation, insbesondere die Funktion von nonverbaler Kommunikation in interkultureller Kommunikation und im Zweitsprachunterricht, Schreiben in zwei Sprachen, Sprachstandsindikatoren (Verben, Kasus, Pronomen), Auto- und Heterostereotype von Schülern und Lehrkräften und Medien als Faktor interkultureller Kommunikation.

## Schriften (Auswahl)
- Grundlagen des Erst- und Fremdsprachenerwerbs. München 1997, ISBN 3-468-49658-3.
- mit Edith Glumpler: Ausländische Kinder lernen Deutsch. Berlin 1997, ISBN 3-589-05031-4.
- Sprachliche Frühförderung von zweisprachig aufwachsenden türkischen Vorschulkindern. Flensburg 2004, OCLC 634877765.
- mit Anastasia Senyildiz: Lernen in mehrsprachigen Klassen – Sprachlernbiographien nutzen. Grundlagen, Perspektiven, Anregungen. Für alle Jahrgangsstufen. Berlin 2011, ISBN 978-3-589-05143-4.